# 拉菲克·夏利治
拉菲克·夏利治（阿拉伯語：رفيق حليش，Rafik Halliche，1986年9月2日—）出生於阿爾及爾，阿爾及利亞足球員，司職中堅。

## 球會
2008年1月冬季轉會窗，效力NA赫辛迪的夏利治獲數支法國球會包括歐塞爾和華倫西恩斯等垂青。但他卻在1月30日和葡萄牙球會賓菲加簽約4年，並在2007/08球季完結後被立即外借至國民隊。
2008年3月30日，夏利治首次亮相國民隊，在主場2:0擊敗利亞拿一戰在中場後備入替。其後他在從賓菲加的外借期終結前獲得2次正選上陣機會，但外借期又延長至2008/09球季，2009/10球季再一次被延長。
2010年8月24日夏利治轉投英超球會富咸，轉會費沒有透露，簽約三年，填補因傷缺陣半年的的空缺。

## 國家隊
夏利治於2008年5月31日首次代表阿爾及利亞國家隊對塞內加爾，他在75分鐘後備入替耶希亞。
2009年11月18日，他在2010年世界盃外圍賽對埃及的附加賽正選上陣，在這場於蘇丹舉行的賽事，他的球隊以1:0擊敗對手，使阿爾及利亞事隔4年重返世界盃決賽週。
夏利治在安哥拉舉行的2010年非洲國家盃再次獨得徵召，球隊在對馬拉維的首戰落敗，他在對馬里一箭定江山，助球隊重燃出線希望。在四強賽對最終冠軍埃及，他被兩黃一紅驅逐離場，第二面黃牌更導致球隊輸12碼。
夏利治入選2010年世界盃阿爾及利亞大軍名單，在球隊全部3場賽事悉數正選上陣，並沒有被換下，他的良好表現使球隊只失掉兩球，包括0:0逼和英格蘭。但由於球隊在3場賽事皆「食白果」，球隊最終位列榜尾。

## 外部連結
- Zerozero資料及數據 （页面存档备份，存于）
- ForaDeJogo數據 （页面存档备份，存于） （葡萄牙文）
- 拉菲克·夏利治在National-Football-Teams.com的資料